# Ozarba nigrifascia
Ozarba nigrifascia là một loài bướm đêm trong họ Noctuidae.